# Zapotiltic
Zapotiltic är en ort i Mexiko.   Den ligger i kommunen Zapotiltic och delstaten Jalisco, i den södra delen av landet, 400 km väster om huvudstaden Mexico City. Zapotiltic ligger 1 318 meter över havet och antalet invånare är 22 199.
Terrängen runt Zapotiltic är kuperad åt nordväst, men åt sydost är den platt. Runt Zapotiltic är det ganska tätbefolkat, med 86 invånare per kvadratkilometer. Närmaste större samhälle är Ciudad Guzmán, 9,7 km nordväst om Zapotiltic. Omgivningarna runt Zapotiltic är en mosaik av jordbruksmark och naturlig växtlighet.